# Cranford (New Jersey)
Pour les articles homonymes, voir Cranford (homonymie).
Cranford est un township situé dans l’État américain du New Jersey.